# 1974 في المملكة المتحدة
فيما يلي قوائم الأحداث التي وقعت خلال عام 1974 في المملكة المتحدة.

## سياسة

### تعيين في المنصب
- 4 مارس – إدوارد هيث زعيم معارضة.
- 4 مارس – فرانسيس بيم، البارون بيم وزير ظل الدولة لشؤون إيرلندا الشمالية [الإنجليزية]‏.
- 4 مارس – هارولد ويلسون رئيس وزراء المملكة المتحدة.
- 5 مارس – توني بين وزير الدولة للأعمال والتجارة [الإنجليزية]‏.
- 5 مارس – جيمس كالاهان وزير الدولة للشؤون الخارجية وشؤون الكومنولث [الإنجليزية]‏.
- 5 مارس – روي جنكينز وزير الدولة للشؤون الداخلية [الإنجليزية]‏.
- 5 مارس – مارغريت ثاتشر وزير دولة - ظل -  لشؤون البيئة والغذاء والقروية [الإنجليزية]‏.

### انتهاء فترة المنصب
- 28 فبراير – جيمس كالاهان وزير ظل الدولة للخارجية [الإنجليزية]‏.
- 4 مارس – أليك دوغلاس هيوم وزير الدولة للشؤون الخارجية وشؤون الكومنولث [الإنجليزية]‏.
- 4 مارس – إدوارد هيث رئيس وزراء المملكة المتحدة.
- 4 مارس – فرانسيس بيم، البارون بيم Secretary of State for Northern Ireland [الإنجليزية]‏،وزير ظل الدولة لشؤون إيرلندا الشمالية [الإنجليزية]‏.
- 4 مارس – مارغريت ثاتشر وزير التعليم [الإنجليزية]‏.
- 4 مارس – هارولد ويلسون زعيم معارضة.
- 5 مارس – روي جنكينز وزير ظل الدولة للداخلية [الإنجليزية]‏.

## رياضة
- 1 يناير – بطولة ويمبلدون 1974
- 20 يوليو – جائزة بريطانيا الكبرى 1974 الفائز جودي شيكتر.

## ظهور
- 1 يناير – ذي ميدل إيست

## أفلام
من الأفلام التي صدرت هذه السنة في المملكة المتحدة:
- 1 يناير – الرجل ذو المسدس الذهبي من إخراج غاي هاملتن.
- 1 يناير – رحلة سندباد الذهبية من إخراج Gordon Hessler [الإنجليزية]‏.
- 1 أكتوبر – قطار الرعب من إخراج يوجينيو مارتين.
- 21 نوفمبر – جريمة في قطار الشرق السريع من إخراج سيدني لوميت.

## برامج ومسلسلات وأنمي
- جيش الآباء

## موسيقى

### ألبومات
من الألبومات التي صدرت هذه السنة في المملكة المتحدة:
- 19 مارس – بوذا وصندوق الشوكولاتة من غناء يوسف إسلام.

## كتب
من الكتب التي صدرت هذه السنة في المملكة المتحدة:
- 1 يناير – قصة جاسوس من تأليف لين ديتون.
- 1 يناير – قضايا بوارو المبكرة من تأليف أجاثا كريستي.
- 1 يناير – مذكرات ناجي من تأليف دوريس ليسينغ.

## مواليد

### يناير
- 1 يناير – بانكسي
- 1 يناير – هنري جاكمان
- 12 يناير – ميلاني سي
- 16 يناير – كيت موس عارضة أزياء إنجليزية.
- 18 يناير – كلير أميرة بلجيكا
- 30 يناير – أوليفيا كولمان
- 30 يناير – روجر هاموند
- 30 يناير – كريستيان بيل ممثل بريطاني.

### فبراير
- 11 فبراير – نيك بارمبي
- 12 فبراير – نسيم حميد
- 12 فبراير – واين إلكوك
- 13 فبراير – روبي ويليامز
- 22 فبراير – جيمس بلانت
- 23 فبراير – نيل سينكلير ملاكم من المملكة المتحدة.
- 28 فبراير – لي كارسلي لاعب كرة قدم أيرلندي.

### مارس
- 5 مارس – مات لوكاس كوميدي إنجليزي.
- 7 مارس – توبايس مينزيس ممثل بريطاني.
- 10 مارس – جونيور ويتر ملاكم من المملكة المتحدة.
- 13 مارس – شاين تايلور ممثل بريطاني.
- 14 مارس – أندرو ريتشاردسون لاعب كرة مضرب بريطاني.

### أبريل
- 1 أبريل – ستيف واتسون لاعب كرة قدم إنجليزي.
- 5 أبريل – ماركوس جونز سياسي بريطاني.
- 11 أبريل – مات هولاند لاعب كرة قدم أيرلندي.
- 17 أبريل – فيكتوريا بيكام
- 18 أبريل – إدغار رايت
- 24 أبريل – ستيف ويلسون لاعب كرة قدم بريطاني.
- 24 أبريل – ستيفن ويلتشير رائع.

### مايو
- 2 مايو – أندي جونسون لاعب كرة قدم ويلزي.
- 2 مايو – مات بيري
- 3 مايو – باري جونز ملاكم من المملكة المتحدة.
- 7 مايو – إيان بيرس لاعب كرة قدم بريطاني.
- 10 مايو – مايكل برودي
- 11 مايو – توني وارنر لاعب كرة قدم ترنيدادي.
- 24 مايو – دان هاوسر منتج ألعاب فيديو من المملكة المتحدة.
- 25 مايو – دويغي فريدمان
- 27 مايو – دينيس فان أوتن
- 28 مايو – ستيف ماكنتاير

### يونيو
- 5 يونيو – ماركوس باتريك
- 7 يونيو – بير جريلز مغامر بريطاني، كاتب ومذيع تليفزيوني..
- 9 يونيو – دينيسي ريتشاردز لاعب كرة قدم من المملكة المتحدة.
- 13 يونيو – ستيف-أو
- 17 يونيو – ستيف بات درّاج طريق من المملكة المتحدة.
- 22 يونيو – جو كوكس سياسية من المملكة المتحدة.
- 27 يونيو – كريستوفر أونيل رجل أعمال بريطاني.

### يوليو
- 14 يوليو – دايفيد ميتشيل
- 23 يوليو – لوسي أهل لاعبة كرة مضرب من المملكة المتحدة.
- 25 يوليو – غاري وايت

### أغسطس
- 3 أغسطس – مايكل غراي لاعب كرة قدم من المملكة المتحدة.

### سبتمبر
- 1 سبتمبر – بول إيفانز لاعب كرة قدم من المملكة المتحدة.
- 6 سبتمبر – تيم هينمان لاعب كرة مضرب من المملكة المتحدة.
- 10 سبتمبر – جون ثاكستون ملاكم من المملكة المتحدة.
- 18 سبتمبر – سول كامبل لاعب كرة قدم إنجليزي.
- 21 سبتمبر – أندي تود لاعب كرة قدم إنجليزي.

### أكتوبر
- 17 أكتوبر – ماثيو ماكفادين ممثل بريطاني.
- 18 أكتوبر – روبي سافاج لاعب كرة قدم إنجليزي.
- 31 أكتوبر – موزي عزت لاعب كرة قدم تركي.

### نوفمبر
- 1 نوفمبر – كريغ هاريسون
- 4 نوفمبر – لويز ريدناب مغنية بريطانية.
- 6 نوفمبر – بول مانينغ
- 8 نوفمبر – ماثيو ريس
- 10 نوفمبر – ميكاه هايد لاعب كرة قدم جمايكي.
- 13 نوفمبر – غرايام مورتي لاعب كرة قدم إنجليزي.
- 16 نوفمبر – بول سكولز لاعب كرة قدم إنجليزي.
- 16 نوفمبر – هانا وادينغهام ممثلة بريطانية.
- 24 نوفمبر – ستيفن ميرشانت

### ديسمبر
- 1 ديسمبر – سيمون دونلي لاعب كرة قدم إنجليزي.
- 2 ديسمبر – داريو سيوني

## وفيات

### يناير
- 1 يناير – آلان جاكسون (مواليد 1933) دراج بريطاني.
- 12 يناير – باتريشيا أميرة كونوت (مواليد 1886) رسامة من المملكة المتحدة.

### أبريل
- 5 أبريل – ريتشارد كروسمان (مواليد 1907)
- 8 أبريل – كريزويل (مواليد 1879)

### مايو
- 18 مايو – هاري ريكاردو (مواليد 1885) مهندس من المملكة المتحدة.
- 28 مايو – جيرالد سميث (مواليد 1892) ممثل من المملكة المتحدة.

### يونيو
- 10 يونيو – هنري دوق جلوستر (مواليد 1900)
- 28 يونيو – براين جيلبرت (مواليد 1887) لاعب كرة مضرب من المملكة المتحدة.

### يوليو
- 4 يوليو – جورجيت هاير (مواليد 1902)
- 13 يوليو – باتريك بلاكيت (مواليد 1897) فيزيائي بريطاني.
- 24 يوليو – جيمس تشادويك (مواليد 1891)

### سبتمبر
- 3 سبتمبر – جيمس ماكراي (مواليد 1894) لاعب ومدرب كرة قدم اسكتلندي.
- 8 سبتمبر – بيلي نيلسون (مواليد 1941)
- 18 سبتمبر – إدنا بيست (مواليد 1900) ممثلة بريطانية.

### أكتوبر
- 28 أكتوبر – دايفيد جونز (مواليد 1895)

### نوفمبر
- 17 نوفمبر – أرسكين تشايلدرز هاميلتون (مواليد 1905) سياسي أيرلندي.

### ديسمبر
- 31 ديسمبر – فيرون باترون (مواليد 1897)

### غير معروف
- هيلدا لويس، روائية بريطانية ولدت عام 1896.